# Persone di nome Ricky
| Questa pagina contiene informazioni ricavate automaticamente dalle voci biografiche con l'ausilio del template Bio e di un bot. L'aggiornamento è periodico e automatico e ricostruisce completamente la pagina. Se manca una persona in questa lista, sei pregato di non aggiungerla, ma accertati piuttosto che la sua voce biografica contenga il template Bio e che i dati anagrafici siano correttamente compilati. Se il template Bio manca, inseriscilo tu stesso o, in alternativa, metti l'avviso {{tmp\|Bio}} che ne segnala la mancanza. Se i dati riportati sono sbagliati, correggi direttamente la voce biografica; le modifiche saranno visibili in questa lista entro pochi giorni. Per chiarimenti vedi il progetto antroponimi. La lista contiene solo le 64 persone che sono citate nell'enciclopedia e per le quali è stato implementato correttamente il template Bio. Pagina aggiornata al 6 mag 2025. |

Questa è una lista di persone presenti nell'enciclopedia che hanno il nome Ricky, suddivise per attività principale.

## Allenatori di calcio(1)
- Ricky Hill, allenatore di calcio e ex calciatore inglese (Paddington, n. 1959)

## Attori(3)
- Ricky He, attore canadese (Vancouver, n. 1995)
- Ricky Dean Logan, attore statunitense (Los Angeles, n. 1967)
- Ricky Tognazzi, attore, regista e sceneggiatore italiano (Milano, n. 1955)

## Attori pornografici(1)
- Ricky Sinz, ex attore pornografico, disc jockey e produttore discografico statunitense (Chicago, n. 1968)

## Bassisti(1)
- Ricky Phillips, bassista statunitense (Mount Pleasant, n. 1953)

## Batteristi(1)
- Ricky Parent, batterista statunitense (Passaic, n. 1963 - † 2007)

## Calciatori(10)
- Ricky Aitamai, calciatore francese (n. 1991)
- Ricky van den Bergh, ex calciatore olandese (L'Aia, n. 1980)
- Ricky Charles, ex calciatore grenadino (Saint George's, n. 1975)
- Ricky García, ex calciatore honduregno (Puerto Cortés, n. 1971)
- Ricky German, calciatore grenadino (Harlesden, n. 1999)
- Ricky van Haaren, ex calciatore olandese (Rotterdam, n. 1991)
- Ricky Modeste, calciatore inglese (Londra, n. 1988)
- Ricky Rose, ex calciatore seychellese (n. 1977)
- Ricky Shakes, ex calciatore guyanese (Brixton, n. 1985)
- Ricky van Wolfswinkel, calciatore olandese (Woudenberg, n. 1989)

## Cantanti(4)
- Ricky Fanté, cantante e attore statunitense (Washington, n. 1969)
- Ricky Nelson, cantante e attore statunitense (Teaneck, n. 1940 - De Kalb, † 1985)
- Ricky Skaggs, cantante, musicista e produttore discografico statunitense (Cordell, n. 1954)
- Ricky Warwick, cantante e chitarrista britannico (Newtownards, n. 1966)

## Cantautori(2)
- Ricky Van Shelton, cantautore statunitense (Danville, n. 1952)
- Ricky Wilson, cantautore e musicista britannico (Keighley, n. 1978)

## Cestisti(11)
- Ricky Berry, cestista statunitense (Lansing, n. 1964 - Fair Oaks, † 1989)
- Ricky Blanton, ex cestista e allenatore di pallacanestro statunitense (Miami, n. 1966)
- Ricky Council, cestista statunitense (Durham, n. 2001)
- Ricky Grace, ex cestista statunitense (Dallas, n. 1967)
- Ricky Harris, ex cestista statunitense (Baltimora, n. 1987)
- Ricky Minard, ex cestista e allenatore di pallacanestro statunitense (Mansfield, n. 1982)
- Ricky Moore, ex cestista statunitense (Augusta, n. 1976)
- Ricky Pierce, ex cestista statunitense (Dallas, n. 1959)
- Ricky Sobers, ex cestista statunitense (Bronx, n. 1953)
- Ricky Tarrant, cestista statunitense (Pleasant Grove, n. 1993)
- Ricky Wilson, ex cestista statunitense (Hampton, n. 1964)

## Chitarristi(1)
- Ricky Portera, chitarrista italiano (Messina, n. 1954)

## Comici(1)
- Ricky Gervais, comico, attore e regista britannico (Reading, n. 1961)

## Crickettisti(1)
- Ricky Ponting, crickettista australiano (Launceston, n. 1974)

## Criminali(2)
- Ricky Ray Rector, criminale statunitense (n. 1950 - Conway, † 1992)
- Ricky Rodriguez, criminale statunitense (Tenerife, n. 1975 - Blythe, † 2005)

## Giocatori di badminton(1)
- Ricky Subagja, ex giocatore di badminton indonesiano (n. 1971)

## Giocatori di football americano(13)
- Ricky Bell, giocatore di football americano statunitense (Houston, n. 1955 - Los Angeles, † 1984)
- Ricky Brown, ex giocatore di football americano statunitense (Cincinnati, n. 1983)
- Tank Carder, giocatore di football americano statunitense (Sweeny, n. 1989)
- Ricky Hunley, ex giocatore di football americano e allenatore di football americano statunitense (Petersburg, n. 1961)
- Ricky Jacobs, ex giocatore di football americano statunitense (Colorado Springs, n. 1990)
- Ricky Jean-Francois, giocatore di football americano statunitense (Miami, n. 1986)
- Ricky Lumpkin, giocatore di football americano statunitense (Mount Holly, n. 1988)
- Ricky Nattiel, ex giocatore di football americano statunitense (Gainesville, n. 1966)
- Ricky Schmitt, ex giocatore di football americano statunitense (Virginia Beach, n. 1985)
- Ricky Seals-Jones, giocatore di football americano statunitense (Houston, n. 1995)
- Rick Upchurch, ex giocatore di football americano statunitense (Toledo, n. 1952)
- Ricky Wagner, giocatore di football americano statunitense (West Allis, n. 1989)
- Ricky White, giocatore di football americano statunitense (Dayton, n. 2002)

## Giocatori di snooker(1)
- Ricky Walden, giocatore di snooker inglese (Chester, n. 1982)

## Illusionisti(1)
- Ricky Jay, illusionista, attore e scrittore statunitense (New York, n. 1946 - Los Angeles, † 2018)

## Musicisti(2)
- Ricky Fataar, musicista sudafricano (Durban, n. 1952)
- Ricky Mantoan, musicista italiano (La Mure, n. 1945 - Torino, † 2016)

## Piloti automobilistici(1)
- Ricky Taylor, pilota automobilistico statunitense (Surrey, n. 1989)

## Piloti motociclistici(1)
- Ricky Brabec, pilota motociclistico statunitense (San Bernardino, n. 1991)

## Pugili(1)
- Ricky Burns, pugile britannico (Coatbridge, n. 1983)

## Rugbisti a 15(1)
- Ricky Nebbett, rugbista a 15 britannico (Londra, n. 1977)

## Sassofonisti(1)
- Ricky Ford, sassofonista statunitense (Boston, n. 1954)

## Velocisti(1)
- Ricky Petrucciani, velocista svizzero (Locarno, n. 2000)

## Wrestler(1)
- Ricky Reyes, wrestler statunitense (San Bernardino, n. 1978)